# Otagoa
Genre
Otagoa est un genre d'araignées aranéomorphes de la famille des Toxopidae.

## Distribution
Les espèces de ce genre sont endémiques de Nouvelle-Zélande.

## Liste des espèces
Selon World Spider Catalog (version 18.5, 15/11/2017) :
- Otagoa chathamensis Forster, 1970
- Otagoa nova Forster, 1970
- Otagoa wiltoni Forster, 1970

## Publication originale
- Forster, 1970 : The spiders of New Zealand. Part III. Otago Museum Bulletin, vol. 3, p. 1-184.